# Vima Takto
Vima Takto ou Vima Taktu (gréco-bactrien : Οοημο Τακτοο, Oēmo Taktoo ; Kharosthi : 𐨬𐨅𐨨 𐨟𐨑𐨆 Ve-ma Ta-kho, Vema Takho ) est un empereur Kushan qui régna entre 80 et 90.

## Règne

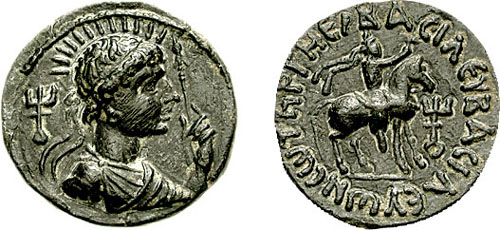
Une autre pièce en bronze de Vima Takto.

Vima Takto est connu depuis longtemps comme Le Roi sans nom, puisque ses pièces ne montraient que la légende Le Roi des Rois, Grand Sauveur, jusqu'à ce que la découverte de l'inscription Rabatak aide à relier son nom au titre sur les pièces.

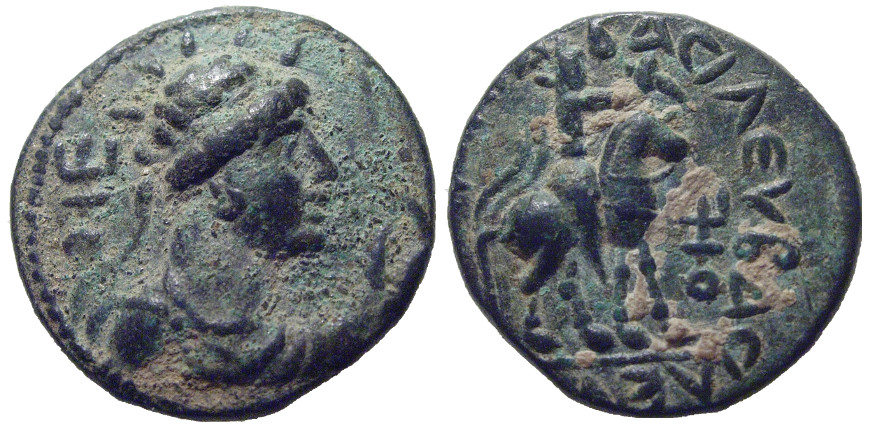
Une pièce de monnaie en bronze de Vima Takto (Soter Megas) datant d'environ 80 à 110 après J.-C. découverte dans le nord du Pakistan.

L'empire de Vima Takto couvre le nord-ouest de l'Inde et la Bactriane vers la Chine, où la présence de Kushan est affirmée dans le bassin du Tarim. Pendant son règne, des ambassades de Kushan sont envoyées à la cour impériale des Han de l'Est.

### Généalogie
On le mentionne dans la chronique historique chinoise Livre des Han postérieurs, en relation avec son père Kujula Kadphises.
La connexion de Vima Takto avec d'autres dirigeants Kushan est décrite dans l'inscription Rabatak, rédigée par Kanishka. Kanishka dresse la liste des rois qui ont régné jusqu'à son époque : Kujula Kadphises comme son arrière-grand-père, Vima Takto comme son grand-père, Vima Kadphises comme son père, et lui-même Kanishka.
Une inscription ultérieure trouvée au sanctuaire de Vima à Mat, indique également qu'il est le grand-père de Huvishka.